# Mercurio (elemento chimico)
Il mercurio è un elemento chimico con simbolo Hg e numero atomico 80.
Si tratta di un metallo di transizione pesante, avente colore argenteo. È uno dei pochi elementi della tavola periodica a essere liquido a temperatura ambiente, insieme al bromo. Nomi utilizzati anticamente per indicare il mercurio sono argento vivo, per la sua mobilità, e idrargirio, dal latino hydrargyrum (Hydrargyrum è il nome da cui derivano le lettere Hg) che a sua volta deriva dal greco antico ὑδράργυρος?, hydrárgyros ("hýdor"), a sua volta da ὕδωρ, hýdōr ("acqua, nel senso di liquido") e ἄργυρος, árgyros ("argento"), cioè "argento liquido".
Viene principalmente ottenuto per riduzione del cinabro.

## Caratteristiche

### Proprietà fisiche
Il mercurio è un metallo di transizione dalla tipica colorazione bianco-argentea. Rispetto ad altri metalli, è un conduttore scarso di calore, ma un buon conduttore di elettricità. Allo stato solido, il mercurio è molto duttile e tenero (si può tagliare con un coltello). Il punto di solidificazione di questo elemento è intorno ai −38,83 °C, mentre il punto di ebollizione si aggira al di sopra dei 356 °C, valori che sono insolitamente bassi per un metallo. Difatti il mercurio è l'unico metallo liquido anche a temperatura ambiente (recentemente si suggerisce l'esistenza allo stato liquido anche dell'elemento successivo del gruppo 12: il copernicio).
Sebbene queste caratteristiche siano in parte dovute a effetti relativistici e di dominio della fisica quantistica, possiamo riassumere la spiegazione come segue: il mercurio ha una forza di coesione maggiore della forza di adesione, ovvero una configurazione elettronica unica nella quale gli elettroni riempiono tutti gli orbitali disponibili fino al 6s. Poiché questa configurazione resiste fortemente alla rimozione di un elettrone, il mercurio ha la tendenza a comportarsi quasi come un gas nobile formando legami deboli e fondendo a temperature basse (significa, per l'appunto, che basta una minore agitazione termica per spezzare i legami). Un'ulteriore conferma di questa attitudine insolita deriva dal fatto che il mercurio evapora formando un gas monoatomico, proprio come i gas nobili. Si rende dunque necessaria la sua conservazione sotto toluene o altre sostanze che ne impediscano la dispersione nell'ambiente.
La stabilità dell'orbitale 6s è dovuta alla presenza di un orbitale riempito 4f. Infatti sappiamo che gli orbitali f sono abbastanza interni e dunque la loro azione schermante contro la carica nucleare è piuttosto scarsa, dunque il raggio atomico diminuisce (come avviene nella contrazione lantanoidea). Per gli altri elementi del gruppo (lo zinco e il cadmio) gli alti punti di fusione ed ebollizione sono dovuti alla presenza di un guscio f incompleto.
L'oro, che si trova a sinistra del mercurio nella tavola periodica, è costituito da atomi con un elettrone in meno nell'orbitale 6s. Questi elettroni vengono più facilmente rimossi e sono condivisi tra i vari atomi di oro i quali, in questo caso, possono formare saldi legami metallici.
Il motivo per cui, invece, il mercurio risulta tenero e duttile è da ricercare negli elettroni del guscio d che, essendo completo, difficilmente tende a formare dei legami e quindi i suoi elettroni non vengono messi in gioco.

### Proprietà chimiche
Il mercurio reagisce con acidi ossidanti come l'acido nitrico e l'acido solforico concentrati. Si ossida difficilmente all'aria.

#### Stati di ossidazione
Il mercurio, così come lo zinco e il cadmio, ha due elettroni s oltre a un guscio d completo, per cui la rimozione degli e− s è facilitata e permette all'atomo di mercurio di diventare un catione bivalente. Il numero di ossidazione tipico e più stabile risulta, perciò, il +2.
Sono noti anche composti cosiddetti mercurosi (con stato di ossidazione +1). Tuttavia è bene precisare che lo ione Hg+ non esiste dal momento che i composti mercurosi sono tutti dimeri. Se così non fosse, Hg+ avrebbe un elettrone spaiato e i suoi composti risulterebbero paramagnetici. Gli esperimenti hanno dimostrato che non accade questo.
La dimostrazione di questa ipotesi parte dal calcolo delle costanti di equilibrio, le quali si possono misurare e ci permettono di riconoscere le specie presenti in soluzione. I composti mercurosi si possono ottenere spesso dai corrispondenti composti mercurici, trattati direttamente con altro mercurio. Prendiamo, ad esempio, la reazione:
{\displaystyle {\ce {Hg(NO3)2 + Hg -> 2HgNO3}}}
ovvero
{\displaystyle {\ce {Hg2+ + Hg -> 2Hg+}}}
Secondo la legge dell'azione di massa di Guldberg e Waage,
{\textstyle {\frac {[Hg^{+}]^{2}}{[Hg^{2+}]}}=costante}
Ad ogni modo, i dati sperimentali hanno altresì confermato che ciò non è vero. Proviamo a "ritoccare" la reazione riscrivendola come:
{\displaystyle {\ce {Hg2+ + Hg -> (Hg2)^2+}}}
allora, sempre in base alla stessa legge, dovrebbe risultare che:
{\textstyle {\frac {[Hg_{2}^{+}]^{2}}{[Hg^{2+}]}}=costante}
Questa volta gli esperimenti hanno confermato la teoria e abbiamo ottenuto la prova che gli ioni mercurosi, ovvero quelli a stato di ossidazione +1, sono di tipo (Hg2)2+ o, più elegantemente, (Hg-Hg)2+.
In composti come Hg2Cl2 si ritrova quanto appena affermato. In questi ioni, le due specie Hg+, con configurazione 6s1 a causa della rimozione di un e−, sono legate insieme usando i loro elettroni s,si ottiene uno spaiamento di elettroni che porta alla formazione di composti mercurosi tutti diamagnetici.

#### Numeri di ossidazione superiori
Non esistono numeri di ossidazione superiori a +2 per il mercurio poiché la rimozione di un terzo elettrone comporterebbe la distruzione della simmetria del guscio d completo dell'atomo di Hg. Per concludere è bene sottolineare che negli anni settanta si era sparsa la voce della sintesi di un composto di mercurio +3, oggi ritenuta falsa. Nel 2007, invece, è stato pubblicato un articolo nel quale si afferma l'esistenza di un probabile composto di mercurio con numero d'ossidazione +4.

#### Amalgami
Il mercurio interagisce con altri metalli, tipo oro e argento, per formare i cosiddetti amalgami. Il ferro è un'eccezione e fiaschi di ferro sono stati tradizionalmente impiegati, specie durante l'attività estrattiva, per contenere e commerciare il mercurio. Diversi altri metalli della prima serie di transizione, esclusi il manganese, il rame, lo zinco, il platino e pochi altri elementi formano sì degli amalgami, ma molto lentamente.
Il mercurio si lega prontamente con l'alluminio per formare un amalgama di Hg-Al se i due metalli puri vengono a contatto. Poiché l'amalgama distrugge lo strato di ossido di alluminio (Al2O3) che passiva l'alluminio metallico, anche piccole quantità di mercurio sono in grado di danneggiare il metallo in profondità. Per questo motivo è sconsigliato il trasporto di mercurio a bordo di aeromobili a causa del rischio di formazioni di amalgami con parti del velivolo.

### Isotopi
Ci sono sette isotopi stabili del mercurio, di cui il mercurio-202 è il più abbondante (29,86% del totale). L'isotopo più longevo è il 194Hg con un'emivita di 444 anni, seguito da 203Hg, con un'emivita di 46-47 giorni. La maggior parte degli altri radioisotopi decadono entro un giorno. 199Hg e 201Hg sono i nuclei più studiati con la tecnologia NMR.

## Applicazioni

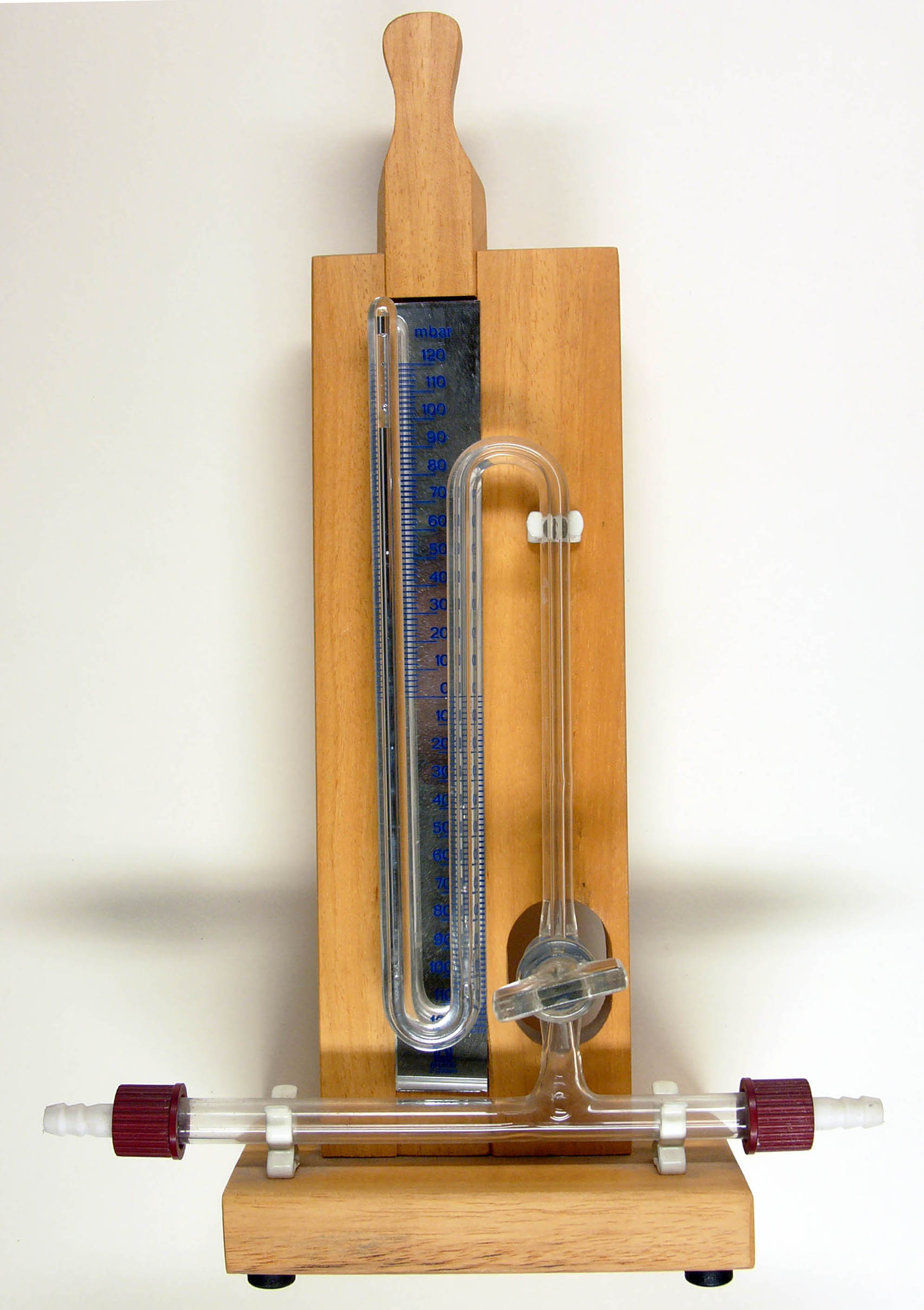
Un barometro a mercurio.

Il mercurio viene utilizzato principalmente nella preparazione di prodotti chimici industriali e in campo elettrico ed elettronico. Viene usato nei barometri, sfigmomanometri, coulombometri, pompe a diffusione e molti altri strumenti da laboratorio, scelto perché liquido, opaco e di alta densità. Veniva usato anche nei termometri prima di essere eliminato a causa della sua tossicità.
Tra i suoi impieghi in campo elettrico ed elettronico rientrano la realizzazione di interruttori, elettrodi, pile. In campo medico, l'amalgama di mercurio con altri metalli è usato per realizzare le otturazioni dentali.
Nelle "celle a mercurio" viene utilizzato un elettrodo di mercurio liquido per condurre l'elettrolisi del cloruro di sodio in acqua, per produrre cloro gassoso e idrossido di sodio.
Il mercurio è stato usato anche come liquido di raffreddamento in alcuni tipi di centrale nucleare e per realizzare telescopi a specchio liquido.
Il mercurio ha trovato impiego anche nella purificazione dei minerali di oro e argento, attraverso la formazione di amalgami. Questo utilizzo, altamente inquinante e nocivo per l'ambiente e i minatori, è ancora diffuso nelle miniere d'oro del bacino del Rio delle Amazzoni, in Brasile.
I vapori di mercurio sono usati in alcuni tipi di lampade a fluorescenza.
Grazie alla elevata tensione superficiale è un liquido che non penetra nelle porosità aperte dei comuni materiali da costruzione. Questo permette di misurare la distribuzione della porosità aperta dei materiali mediante porosimetria a intrusione di mercurio.
Ancora più vasti sono gli utilizzi dei composti chimici del mercurio: catalizzatori, coloranti, insetticidi. Molti degli usi comuni in passato, compresi erbicidi e farmaci, sono stati abbandonati per la tossicità del mercurio.

## Storia

Il mercurio era già noto in tempi antichi in Cina e India; fu anche rinvenuto in tombe dell'Antico Egitto risalenti al 1500 a.C. In Cina, India e Tibet si riteneva che il mercurio prolungasse la vita, curasse le fratture e aiutasse a conservare la buona salute. Si narra che il primo imperatore della Cina, Qin Shi Huang Di, sia impazzito e quindi morto per l'ingestione di pillole di mercurio che nelle intenzioni avrebbero dovuto garantirgli vita eterna. Gli antichi greci e romani lo usavano negli unguenti e come cosmetico.
Per gli alchimisti, il mercurio era spesso visto come uno degli elementi primordiali che costituiscono la materia; la parola sanscrita per "alchimia" è rasavātam che significa letteralmente "la via del mercurio"; si riteneva che cambiando il tipo e tenore di zolfo, il mercurio poteva essere trasformato in qualsiasi altro metallo, in special modo l'oro.
Il simbolo chimico attuale del mercurio è Hg e deriva dalla parola hydrargyrum, latinizzazione del termine greco `Υδραργυρος (hydrargyros), parola composta dai termini corrispondenti ad "acqua" e "argento", per via del suo aspetto liquido e metallico. L'elemento prese quindi il nome del dio romano Mercurio per via della sua scorrevolezza e mobilità. Dal termine hydrargyrum derivano idrargirismo, intossicazione cronica da mercurio e idrargirite, minerale più noto col nome di calomelano.

### Manifattura di cappelli
Tra la seconda metà del XVIII secolo e i primi anni del XIX secolo la produzione di cappelli di feltro passava attraverso un processo chiamato "carotatura" che consisteva nell'immergere le pelli di animali in una soluzione color arancione di nitrato mercurico, Hg(NO3)2. Questo processo separava il pelo dalla pelle, compattandolo. La tossicità della soluzione e dei suoi vapori causarono moltissimi casi di avvelenamento tra i fabbricanti di cappelli che si manifestarono con sintomi come tremori, instabilità emotiva, insonnia, demenza e allucinazioni. A tali casi si ispirò Lewis Carroll per il personaggio del Cappellaio Matto in Alice nel Paese delle Meraviglie.

### Odontoiatria
Il mercurio metallico è l'ingrediente principale dell'amalgama d'argento, materiale composito a matrice metallica per uso odontoiatrico. La tossicità dell'amalgama è oggetto di controversia sin dall'introduzione; in tempi recenti è sempre più spesso sostituito da materiali alternativi, principalmente resine composite e cementi vetroionomerici.

### Medicina
Molti dei composti del mercurio sono stati usati nei secoli scorsi a scopo terapeutico e profilattico. Oggi sono molto meno diffusi, data la maggiore consapevolezza dei loro effetti tossici.
Il cloruro mercuroso (noto anche come "calomelano") e il mersalile sono stati usati tradizionalmente come diuretico, disinfettante locale e lassativo. Il cloruro mercurico (o "sublimato corrosivo") era usato anch'esso come disinfettante, nonché nel trattamento della sifilide, anche se gli effetti collaterali erano tali da andare a confondersi con i sintomi della malattia stessa.
Disinfettanti locali per uso esterno a base di sali di mercurio (ad esempio il "Mercurocromo") trovano ancora impiego in numerose nazioni, benché in altre siano stati messi al bando.

## Disponibilità

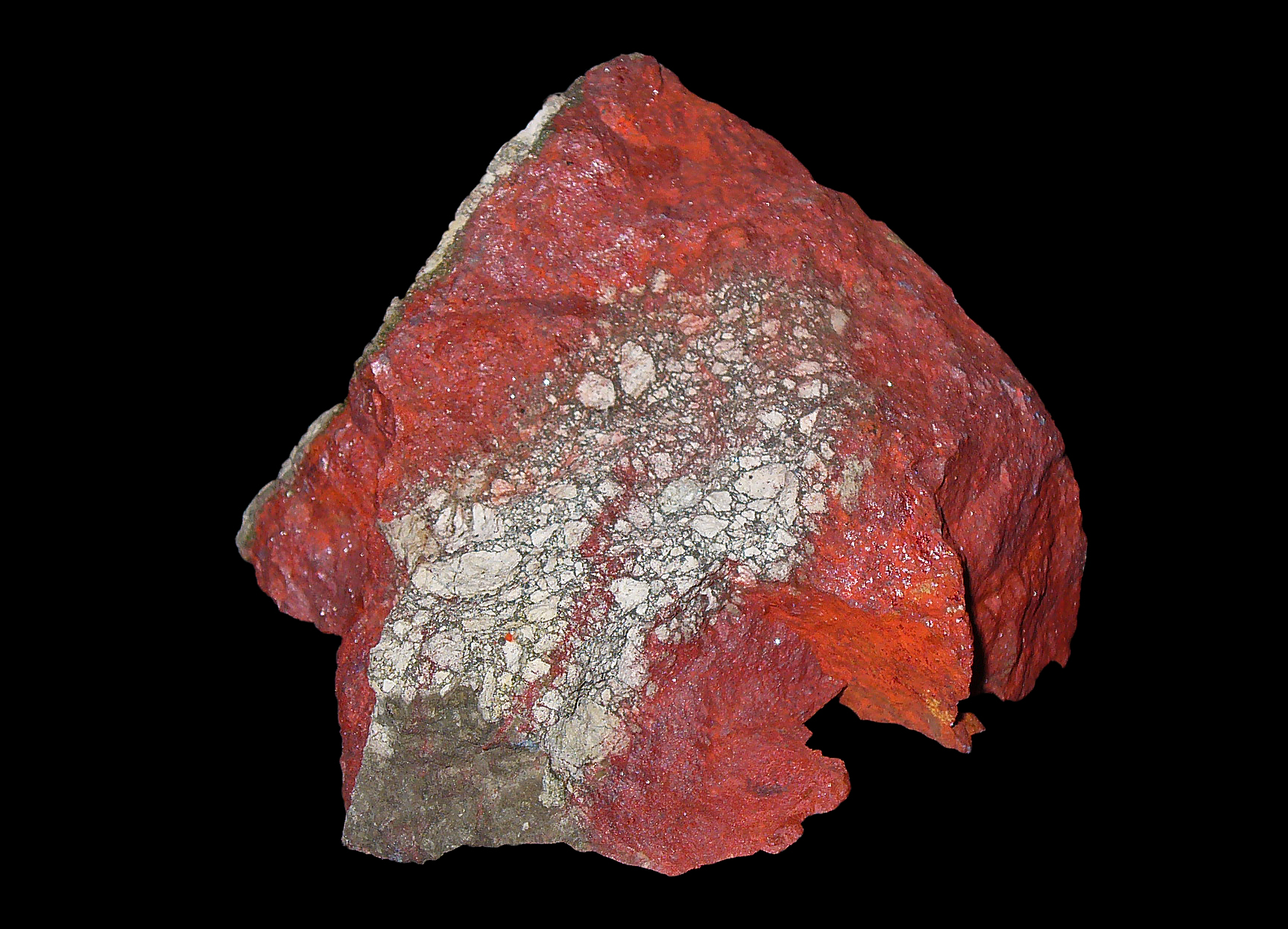
Minerale di cinabro da cui si estrae mercurio nativo.

Il mercurio è un elemento raro nella crosta terrestre, presente in ragione di solo 0,08 ppm. Tuttavia, a causa di una sua relativa inerzia nel combinarsi con gli altri elementi chimici della crosta terrestre, i suoi minerali sono particolarmente ricchi, arrivando a contenere mercurio fino al 2,5% (persino i giacimenti più poveri hanno una concentrazione di mercurio dello 0,1%, 12 000 volte maggiore della concentrazione media). Ciò fa del mercurio uno dei metalli meno onerosi da purificare. È abbastanza certo che le ultime miniere di mercurio sfruttabili siano state scoperte in Algeria a metà degli anni settanta; da allora la produzione mondiale annua di mercurio è scesa da 9 000 tonnellate all'anno alle attuali 1 600 tonnellate all'anno.
Si trova raramente come metallo nativo e più spesso nel cinabro, nella corderoite, nella livingstonite e in altri minerali. Il cinabro (chimicamente solfuro mercurico, HgS) è il più comune di essi. Il metallo è estratto per arrostimento del cinabro in aria e successiva condensazione dei vapori
{\displaystyle {\ce {HgS\ +\ O2->Hg\ +\ SO2}}}
I maggiori produttori odierni sono la Spagna, il Kirghizistan, la Cina e il Tagikistan. Dalle miniere di Huancavelica, in Perù, sono state estratte nel corso di tre secoli oltre 100 000 tonnellate di metallo, sin dall'apertura delle miniere nel 1563. Il mercurio peruviano fu essenziale per la produzione dell'argento nelle colonie spagnole d'America. Vi sono indizi che miniere di cinabro erano attivamente sfruttate in Cina, in Asia Minore, in Perù già due o tre millenni fa.
Molte delle miniere che in Italia, Slovenia, Stati Uniti e Messico contribuivano alla maggior parte della produzione mondiale sono oggi esaurite o comunque non più coltivate in quanto antieconomiche. L'Italia, per esempio, con le miniere del Monte Amiata e alcuni giacimenti in Alta Versilia nella zona di Levigliani e Retignano (Toscana) (e fino al 1943 di Postumia) ha avuto fino agli anni cinquanta del secolo scorso un ruolo predominante nella produzione del mercurio. Oggi esiste un museo minerario ad Abbadia San Salvatore, paese dove avveniva in prevalenza l'estrazione del mercurio dal suo minerale (cinabro) mentre un altro museo minerario si trova a Santa Fiora. Il Museo delle Miniere di Mercurio del Monte Amiata a Santa Fiora, situato al piano terreno del Palazzo Sforza Cesarini, ripropone le vicende legate all'attività mineraria tra Ottocento e Novecento e fornisce ampia documentazione sulle tecniche di estrazione sin dai tempi più antichi, sugli strumenti usati e sui siti minerari dell'intera zona.
Nel 2012 l'UNESCO ha iscritto nella lista del patrimonio mondiale dell'umanità i siti del patrimonio del mercurio di Almadén ed Idria.
| I maggiori produttori di mercurio nel 2019 | I maggiori produttori di mercurio nel 2019 | I maggiori produttori di mercurio nel 2019 |
| Posizione                                  | Paese                                      | Produzione (tonnellate)                    |
| ------------------------------------------ | ------------------------------------------ | ------------------------------------------ |
| 1                                          | Cina                                       | 3600                                       |
| 2                                          | Tagikistan                                 | 100                                        |
| 3                                          | Messico                                    | 63                                         |
| 4                                          | Argentina                                  | 50                                         |
| 5                                          | Perù                                       | 40                                         |
| 6                                          | Norvegia                                   | 20                                         |
| 7                                          | Kirghizistan                               | 15                                         |

NOTA: dati degli Stati Uniti non pubblicati.

## Tossicità
Il mercurio è fortemente tossico; l'introduzione nell'organismo può avvenire sia per ingestione, sia per inalazione dei vapori, sia per semplice contatto (è in grado di attraversare la pelle). Per quanto riguarda il mercurio elementare (il metallo liquido), il rischio maggiore di intossicazione acuta è legato ai vapori, in quanto l'assorbimento cutaneo è trascurabile, così come anche quello intestinale. Discorso diverso invece per i sali di mercurio, più facilmente assumibili attraverso la catena alimentare. La forma più pericolosa per la salute umana è comunque quella organica (principalmente metilmercurio) presente nel pesce ed altri alimenti, che vengono assorbiti ed accumulati con maggiore efficienza dai tessuti
La tossicità del mercurio è nota sin dall'antichità: i Romani erano infatti a conoscenza dei sintomi nervosi dell'esposizione all'elemento. Le fonti storiche di allora citano che Mitridate, re del Ponto, era uso prevenire i potenziali tentativi di avvelenamento attraverso un filtro composto da una cinquantina di sostanze naturali. E tra queste sostanze vi erano sia il mercurio sia l'arsenico. Nel Medioevo, gli alchimisti furono attratti dalle proprietà dell'elemento e la sua tossicità era già nota da essere utilizzato per avvelenamenti; alcuni indizi spingono a ritenere che Napoleone, Ivan il Terribile e Carlo II d'Inghilterra siano morti per avvelenamento da mercurio.
Nell'età moderna, la tossicità del mercurio e i suoi effetti nocivi sulla salute della mente si fecero palesi in particolare nell'Inghilterra dell'Ottocento, quando disordini mentali si diffusero tra i produttori di cappelli, che utilizzavano grandi quantità dell'elemento per lavorare il feltro. La diffusione di tali sintomi ispirò con tutta probabilità lo scrittore e matematico Lewis Carroll nell'ideazione della figura del Cappellaio Matto, resa celebre dal romanzo Alice nel Paese delle Meraviglie.
Nella storia recente si ricorda il disastro ambientale nella baia di Minamata provocato da metilmercuriali. Tracce di mercurio sono state trovate nei fondali adiacenti ai grossi impianti petrolchimici. La contaminazione è dovuta alle acque di scarico derivanti dalle vecchie celle a mercurio del processo cloro-soda.
La fonte principale di assunzione di mercurio è formata dal cibo, oltre agli impieghi negli antisettici, nelle vernici, nelle cere per pavimenti, nei lucidanti per mobili, negli ammorbidenti e nei filtri per i condizionatori di aria.
Studi rigorosi sulla tossicità dell'elemento, in ogni caso, presero il via solo all'inizio del Novecento. Da ricordare il testo I pericoli dei vapori di mercurio e dell'amalgama (titolo originale Die Gefährlichkeit des Quecksilberdampfes, 1926) del chimico tedesco Alfred Stock, che poté studiare gli effetti acuti dell'esposizione al mercurio in seguito a un accidentale rovesciamento nel suo studio di un flacone colmo dell'elemento.
È stato più volte ipotizzato che alcuni sali di mercurio in particolare il Thimerosal, utilizzati nella preparazione dei vaccini, possano avere un ruolo, mai tuttavia dimostrato, nell'insorgenza dei disturbi autistici. Sebbene il Thimerosal faccia uso di composti organo-mercuriali (e non di metilmercurio) che l'organismo umano riesce a metabolizzare, negli Stati Uniti, nell'Unione europea e in alcuni altri paesi viene progressivamente eliminato dai vaccini a uso pediatrico, per ridurre la potenziale sovra-esposizione al mercurio nei bambini.
Il metilmercurio in particolare renderebbe l'organismo incapace di provvedere alla disintossicazione dei metalli pesanti, che si accumulerebbero così nell'organismo con grave effetto neurotossico, inoltre anche l'attività di alcuni enzimi verrebbe seriamente compromessa e si originerebbero così gravi scompensi metabolici, inoltre induce atassia, insonnia, parestesie, restringimento del campo visivo, disartria, ipoacusia.
Il mercurio presente nelle otturazioni dentali in amalgama (di colore argenteo) è stato accusato di una serie di interazioni con l'organismo capaci di indurre patologie di varia natura. La quantità di studi sempre più ampi effettuati sulla popolazione sembra però confermare l'assenza di pericoli significativi, evidenza ribadita da tutte le maggiori istituzioni mediche. Organismi internazionali che si occupano di salute pubblica come l'OMS e l'Unione europea, nel quadro di una progressiva limitazione all'uso del mercurio per rischi ambientali consigliano comunque un suo utilizzo limitato, privilegiando materiali alternativi quando possibile, in particolare su soggetti potenzialmente vulnerabili come bambini e donne in gravidanza.
Il consumo di pesce è la più importante causa di esposizione all'ingestione di mercurio negli animali e negli esseri umani. Alcuni grandi pesci, come il tonno azzurro e il pesce spada, possono contenere alti livelli del metallo per il fenomeno del bioaccumulo, in conseguenza del fatto che si tratta di pesci in cima alla catena alimentare marina; un grande consumo di questi prodotti ittici può comportare l'instaurarsi di avvelenamento da mercurio. La FDA raccomanda per determinate categorie di persone, ovvero bambini più piccoli, madri allattanti e donne che potrebbero cominciare una gravidanza, di non consumare alla settimana più di 340 grammi di prodotti ittici con basso contenuto di mercurio (come gamberetti, tonno in scatola, salmone, merluzzo e pesce gatto); nel caso di pesci a maggior contenuto di mercurio, come il tonno alalunga, e nel caso di pesce pescato amatorialmente in acque non considerate sicure, il consumo massimo settimanale è dimezzato (170 grammi); sono da evitare, inoltre, i grandi pesci, come squalo e pesce spada.

## Problemi ambientali e regolamentazione
Il grave problema della tossicità ambientale del mercurio ha portato ad una serie di iniziative da parte di organismi nazionali ed internazionali che si occupano di tutela dell'ambiente e salute pubblica, impegnati per una sua progressiva eliminazione dai cicli produttivi in ogni sua forma. Nel 2013 questi sforzi si sono concretizzati nella Convenzione di Minamata sul mercurio, un accordo internazionale firmato da più di cento Paesi che prevede l'introduzione progressiva di una serie di misure di contenimento, per arrivare nel 2020 alla messa al bando totale di alcuni dispositivi, tra cui batterie, lampade a fluorescenza e cosmetici.
L'Unione europea è a sua volta impegnata sullo stesso obiettivo, avendo nel 2005 fissato un programma in più punti (EU mercury strategy) in cui si indicavano una serie di misure volte alla diminuzione progressiva dell'uso del mercurio in ogni sua forma.

## Alternative al termometro a mercurio
A partire dal 3 aprile 2009 il termometro a mercurio, a causa della sua tossicità, è stato bandito dal mercato italiano, secondo quanto previsto da una direttiva dell'Unione europea, attuata con l'emanazione del decreto ministeriale del 30 luglio 2008.
Come alternativa si sono quindi diffusi i termometri digitali, o termometri a liquido contenenti galinstano.

## Composti

### Composti mercurosi
- Bromuro mercuroso
- Cloruro mercuroso o calomelano, usato raramente in medicina.
- Ioduro mercuroso
- Nitrato mercuroso
- Solfato mercuroso

### Composti mercurici
Si ottengono generalmente per ossidazione dei composti mercurosi; il potenziale Hg2/2Hg2+ è pari a 0,911 V.
- Cianuro mercurico
- Cloruro mercurico o "sublimato corrosivo", è un veleno molto potente.
- Fluoruro mercurico
- Ioduro mercurico
- Nitrato mercurico
- Solfuro mercurico, usato come pigmento per vernici (rosso vermiglio).
- Fulminato di mercurio, un esplosivo molto sensibile agli urti usato spesso nei detonatori.
- Acetato mercurico
- Ossido mercurico
- Tiocianato mercurico o "solfocianuro mercurico"
- Bromuro mercurico
- Acetomeroctol, un composto usato come antisettico